# Шатт-эль-Араб
Шатт-эль-Ара́б (араб. شط العرب‎ — буквально «Арабский берег»; перс. اروندرود‎ — Эрвендруд) — река в Ираке и Иране, образующаяся при слиянии Тигра и Евфрата у иракского города Эль-Курна. Длина — 195 км. Площадь бассейна свыше 1 млн км² (включает бассейны Тигра и Евфрата). Средний расход воды — 1500 м³/с. Течёт на юго-восток, сначала по территории Ирака, потом, после города Абу-эль-Хасиб, — по границе между Ираком и Ираном. Впадает в Персидский залив у иракского города Фао.

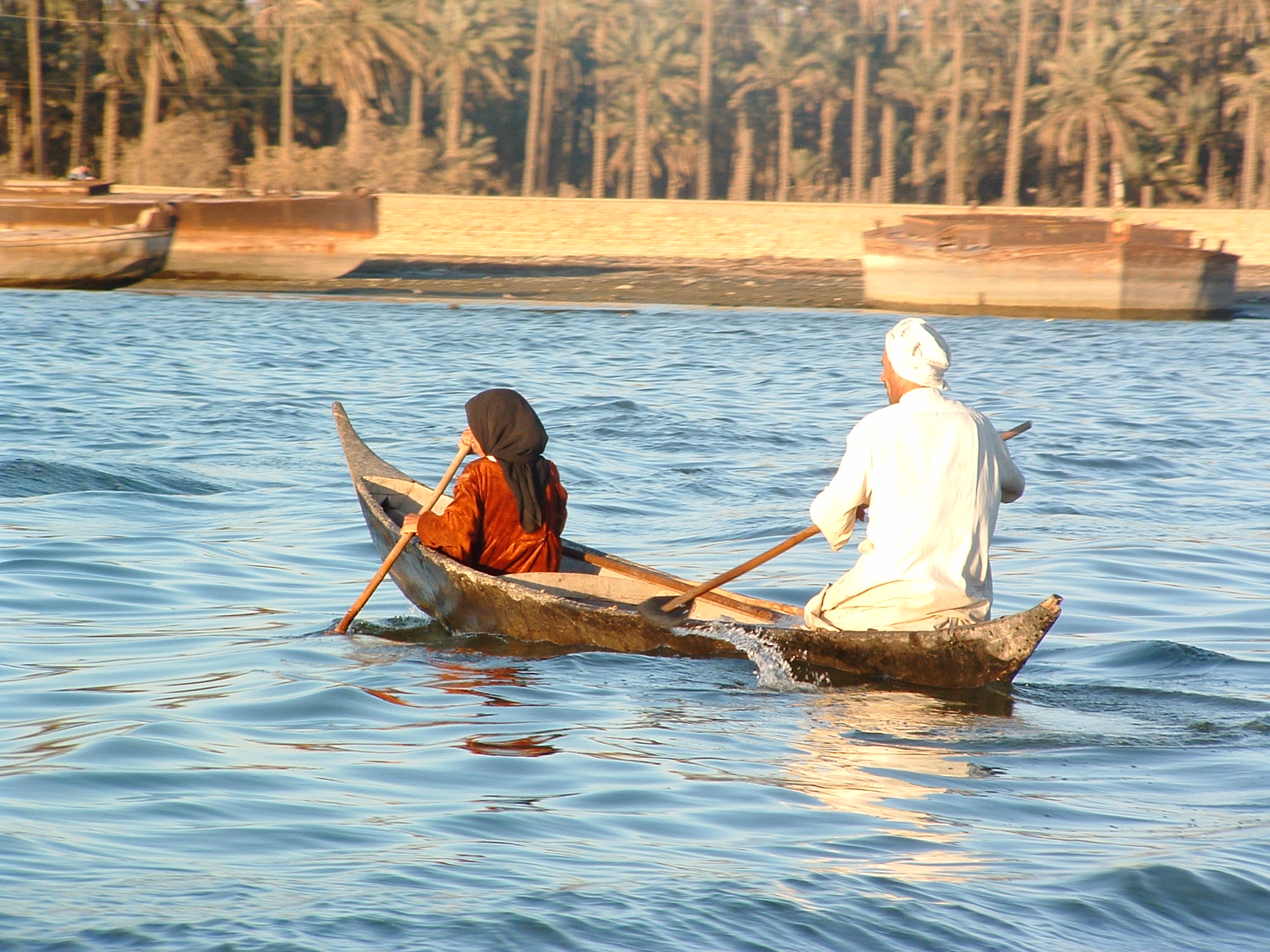
Шатт-эль-Араб у Басры

Река образовалась уже в историческое время в результате постепенного понижения уровня Персидского залива. До её появления Тигр и Евфрат впадали в залив независимо. 
Интенсивное использование вод бассейна Тигра и Евфрата на орошение сельхозугодий, производство электроэнергии и осушение очищавших воды Тигра болот разрушают местные экосистемы, приводят к росту солёности вод (к 2010-м годам она превысила 2 промилле, из сельхозкультур такая вода годится только для самых солестойких сортов финиковой пальмы).